# Gräfin Emma und Herzog Benno

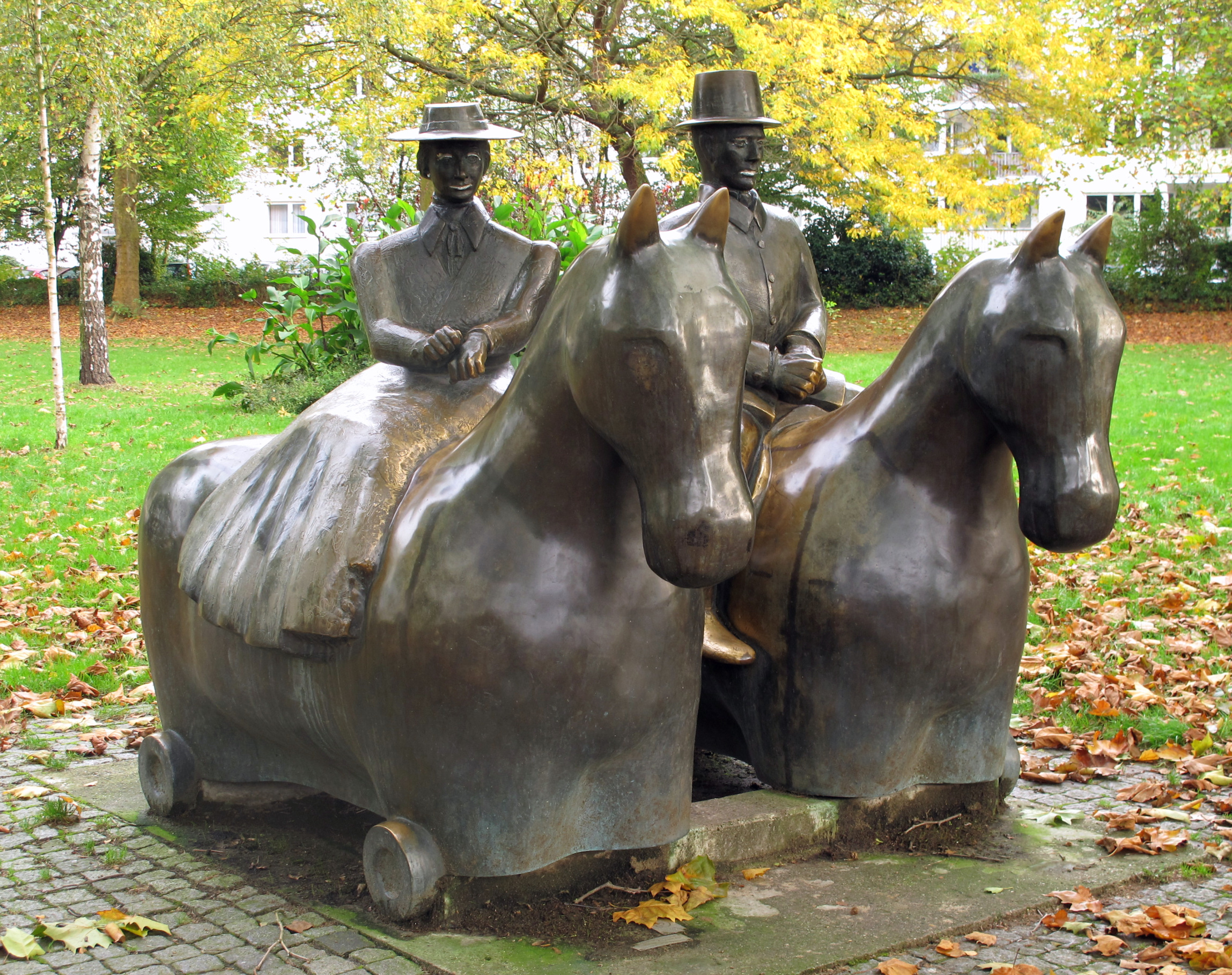
Gräfin Emma und Herzog Benno

Gräfin Emma und Herzog Benno ist eine Skulpturengruppe in Bremen-Schwachhausen, H.-H.-Meier-Allee / Emmastraße, die 1977/1988 aufgestellt wurde. Sie wird in der Liste der Denkmale und Standbilder der Stadt Bremen geführt.
Die Skulpturengruppe von 1977, zunächst aus Betonwerkstein, wurde 1988 in Bronze überarbeitet und stammt vom Bildhauer Thomas Recker. Von ihm stammen in Bremen noch u. a. die Werke Figurengruppe (2001) in Vegesack, Das Kissen (1993) in Findorff und Ich wär so gern Dein Teddybär (1987) in der Vahr.
Das Kunstwerk ist eine Erinnerung an eine Sage von 1032. Gräfin Emma von Lesum (975/980–1038), letzte Witwe des Grafen von Lesum, vermachte den Bremer Bürgern die Bürgerweide, damals zwischen Utbremen und Schwachhausen. Ihr Schwager Benno, Herzog Bernhard I. von Sachsen (um 950/973–1011) (evtl. aber dessen Sohn Bernhard II), verfügte jedoch, dass die Schenkung nur den Teil des Geländes umfassen sollte, den ein Krüppel von Sonnenaufgang bis Sonnenuntergang umkriechen konnte. Die Bürgerweide war eine Allmendefläche, ein gemeinschaftliches Eigentum der Stadt, bestätigt seit 1159 im Weidebrief. 
Der Kopf des Krüppels soll auch zwischen den Füßen des Bremer Rolands dargestellt worden sein. 
Ein großer Teil des Gebietes wurde 1865 zum heutigen Bürgerpark umgestaltet.
Das Gräfin-Emma-Denkmal von Christa Baumgärtel in Bremen-Burglesum, Lesumer Markt, erinnert seit 2009 auch an die Gräfin.